# Кьосево
Кьо́сево (болг. Кьосево) — село в Кирджалійській області Болгарії. Входить до складу общини Кирджалі.

## Населення
За даними перепису населення 2011 року у селі проживала 141 особа.
Національний склад населення села:
| Національність   | Кількість осіб | Відсоток |
| ---------------- | -------------- | -------- |
| турки            | 116            | 84,1%    |
| цигани           | 21             | 15,2%    |
| болгари          | 0              | 0%       |
| Всього відповіли | 138            |          |

Розподіл населення за віком у 2011 році:
Динаміка населення: